# 梅峰 (瑪麗伯德地)
梅峰（英語：May Peak）是南極洲的山峰，位於瑪麗伯德地，處於斯蒂克峰以西2公里的里迪冰川西岸，海拔高度超過2,200米，美國地質調查局根據測量和該國海軍的空中照片繪入地圖，現時由南極條約體系管理。